# Stars and S.T.R.I.P.E.
Stars and S.T.R.I.P.E. ist der Titel einer Comicserie, die der US-amerikanische Verlag DC-Comics von 1999 bis 2000 veröffentlichte.
Stars and S.T.R.I.P.E, dessen erste Ausgabe im Juli 1999 erschien, wurde von dem Autor Geoff Johns verfasst und von Zeichnern wie Lee Moder und Dan Davis illustriert. Die Serie, die 14 Ausgaben zuzüglich einer Sondernummer #0 erreichte, handelt von den Abenteuern des Teenagers Courtney Whitmore ("Star Spangled Kid", später "Stargirl") und ihres Stiefvaters Pat Dugan ("S.T.R.I.P.E.") und ist eine Mischung aus Science-Fiction- und Superhelden-Comic. Sie weist zudem Elemente der traditionelle coming to age Story auf.

## Handlung
Die junge Courtney Whitmore findet auf dem Speicher im Haus ihres Stiefvaters Pat Dugan – dem in die Jahre gekommenen ehemaligen Sidekick des Superhelden Star-Spangled Kid (später Skyman) – ein Artefakt namens Star-Belt. Dieser Gürtel, den er vom Superhelden Starman erhielt, verlieh Skyman mehrere der für "Superhelden" obligatorischen "Superkräfte" (Fliegen, gesteigerte Geschwindigkeit, die Fähigkeit "kosmische Strahlen" aus dem Körper abzufeuern). Courtney nimmt den Star-Belt an sich und beginnt – um den Stiefvater dem sie es übel nimmt, ihre Mutter geheiratet und die kleine Familie aus der Metropole Los Angeles in die verschlafene Kleinstadt Blue Valley in Nebraska "entführt" zu haben – als jugendliche Abenteurerin "Star Spangled Kid" allerlei Unheil zu stiften. Dugan – ein genialer Mechaniker und Ingenieur – fertigt sich schließlich – vom fragwürdigen Treiben der Stieftochter aufgerüttelt – einen Roboterkampfanzug ("S.T.R.I.P.E."), um der über Nacht übermächtig gewordenen "Göre" Paroli bieten und sie zur Rückgabe des Gürtels zwingen zu können. 
Nach allerlei Querelen und Auseinandersetzungen kommen sie schließlich darüber ein, dass Courtney den Star-Belt behalten darf, sofern sie sich unter die Aufsicht von S.T.R.I.P.E. stellt und diesen in erster Linie nicht um ihres persönlichen Vorteils und Vergnügens willen benutzt, sondern, dazu Gutes zu tun.